# Dinky Toys
Dinky Toys var et mærke af formstøbte zamak zink-legerings skalamodel legetøjsbil, trafiklys og vejskilte, der blev fremstillet af den britiske legetøjsproducent Meccano Ltd. De blev fremstillet i England fra 1934 til 1979 på en fabrik i Binns Road i Liverpool.
Dinky Toys var blandt de mest populære formstøbte legetøjsbiler nogensinde, og har en historie, der går længere tilbage en mange andre populære mærker som Corgi, Matchbox og Mattels Hot Wheels.
Fartøjer, der blev solgt under "Dinky"-navnet inkluderer biler, lastbiler, fly, militærfartøjer og skibe.